# Copris gilleti
Copris gilleti är en skalbaggsart som beskrevs av Hermann Julius Kolbe 1907. Copris gilleti ingår i släktet Copris och familjen bladhorningar. Inga underarter finns listade i Catalogue of Life.